# Вінаго білочеревий
Віна́го білочеревий (Treron seimundi) — вид голубоподібних птахів родини голубових (Columbidae). Мешкає в Південно-Східній Азії.

## Підвиди
Виділяють два підвиди:
- T. s. modestus (Delacour, 1926) — Лаос і В'єтнам;
- T. s. seimundi (Delacour & Jabouille, 1924) — гори Малайського півострова.

## Поширення і екологія
Білочереві вінаго мешкають в Лаосі, В'єтнамі, Таїланді і Малайзії. Вони живуть у вологих рівнинних і гірських тропічних лісах і в мангрових лісах. Ведуть деревний спосіб життя. Живляться плодами.